# 金正男 (足球运动员)
金正男（韓語：김정남，1943年1月28日—）是一名韩国足球运动员，司职后卫。1962年到1971年入选韩国国家队。退役后曾执教韩国国家队。

## 执教经历

### 山东鲁能泰山
- 1998年1月27日上午，金正男出任山东鲁能泰山主教练，任期一年。值得一提的是金正男之前担任韩国足协秘书长，并且已被提名竞选韩国足协主席。
- 1998年由于联赛开始前，山东鲁能泰山几名主力队员先后严重受伤，导致球队战绩不佳。在第19轮的比赛中，球队客场负于车范根执教的深圳平安队，19场比赛取得了5胜7平7负的成绩，濒临降级，殷铁生火线上任代理主教练，金正男被解除主教练职务，改任俱乐部技术顾问，提前回国[1]。

### 青岛颐中海牛
- 1998年12月7日上午，金正男出任青岛颐中海牛主教练，率队征战1999年甲A联赛，并力争进入前六名。
- 1999年的联赛开始后，由于球队较复杂，实力有限，战绩不佳。在主场与上海申花的比赛中以1:2失利，赛后，部分青岛球迷来到青岛队驻地，要求金正男下课。令人想不到的是，金正男这时突然从楼上走下来，用流利的汉语对球迷们说：“我告诉你们，我正式下课了，你们不要闹了。”虽然俱乐部希望他能收回辞呈，但金正男以中韩环境差异大，不堪心理压力为由正式辞职。金正男带领青岛共打了11轮比赛，战绩是3胜2平6负。

### 蔚山现代老虎
- 2000年金正男回国，8月担任战绩不佳的蔚山现代老虎的该年第三任主教练，帮助球队逐渐摆脱困境，并成为一支劲旅，金正男也一直担任球队主教练至2008年。